# Marsdenia tomentosa
Marsdenia tomentosa là một loài thực vật có hoa trong họ La bố ma. Loài này được Morren & Decne. mô tả khoa học đầu tiên năm 1836.

## Hình ảnh

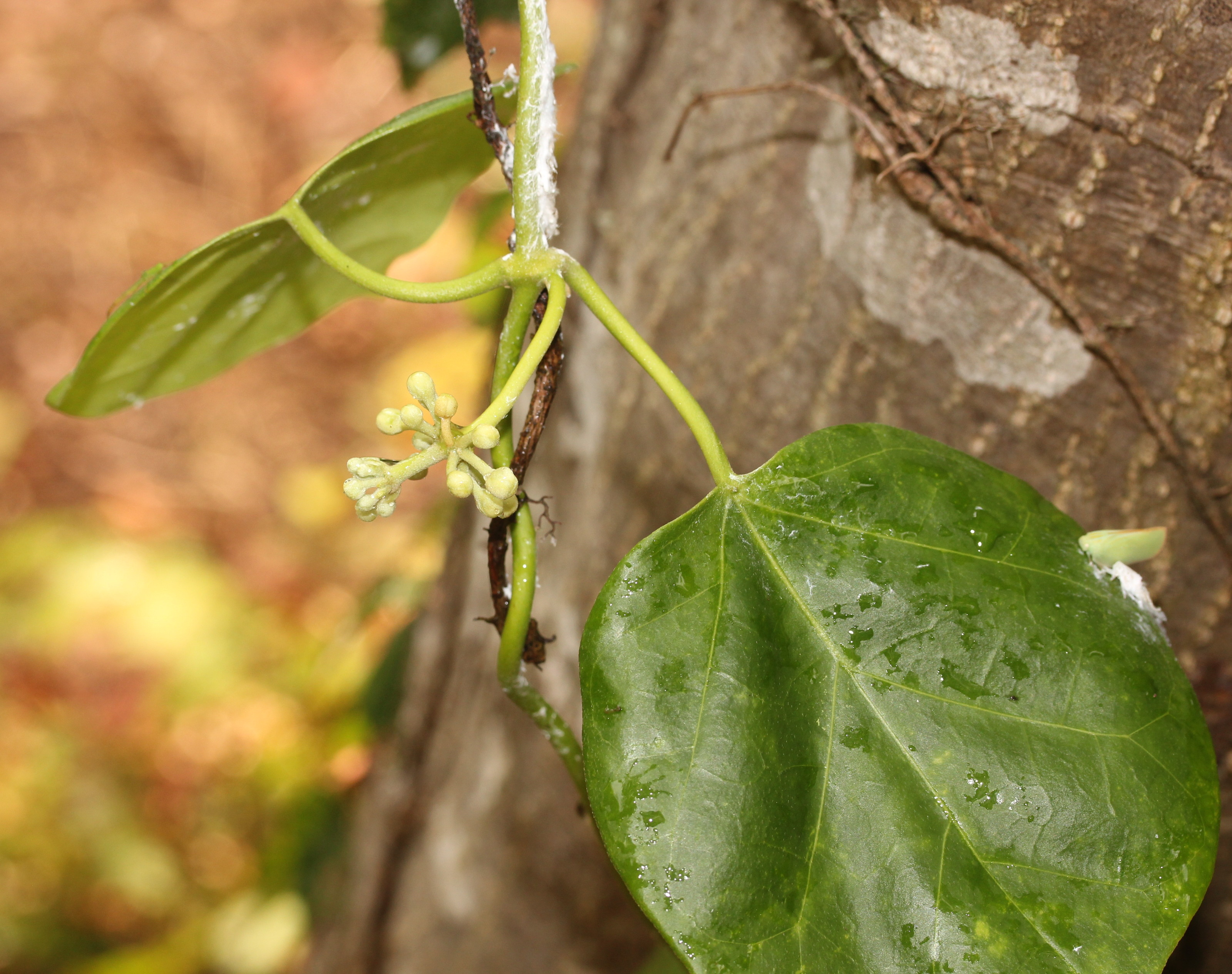